# Mahla
Mahla es una película mozambiqueña de 2009.

## Sinopsis
Emelinda trabaja como enfermera en el Hospital Central de Maputo. Harta de que su marido Jerry, un agente inmobiliario, la pegue, decide dejarle a pesar de haber descubierto que está embarazada. En el autobús que la lleva a casa para recoger a su hijo, es testigo de un acontecimiento que hará vacilar su decisión y su modo de ser.